# Johan Djourou
Danon Issouf Johannes Djourou-Gbadjere (* 18. Januar 1987 in Abidjan, Elfenbeinküste) ist ein ehemaliger Schweizer Fussballspieler ivorischer Herkunft.

## Vereinskarriere

### Jugend
Djourou ist in der Elfenbeinküste geboren. Mit 17 Monaten wurde er von der Schweizer Lebenspartnerin von Djourous Vater adoptiert und wuchs in der Nähe von Genf auf. Sein erster Verein war der FC Champel, bei dem er kurz blieb; mit acht Jahren ging er zu Étoile Carouge. Hier spielte er zunächst als Stürmer, als 13-Jähriger wurde er in das defensive Mittelfeld gezogen. Noch in der Jugend wechselte er im Juli 2003 zum FC Arsenal.

### Profi

#### Djourou in England
Sein Debüt in der Profimannschaft von Arsenal gab er am 27. Oktober 2004 im Ligacup beim 2:1-Sieg gegen Manchester City, als er in der 89. Minute für Jermaine Pennant eingewechselt wurde. In der Folge kam er zwei weitere Male im Ligacup zum Einsatz und schied mit Arsenal im Viertelfinal gegen Manchester United aus. Sein Premier-League-Debüt gab er in der folgenden Saison am 14. Januar 2006 beim 7:0-Sieg gegen den FC Middlesbrough. Danach kam er zu sechs weiteren Einsätzen in der Liga und brachte es so auf insgesamt zwölf Saisoneinsätze, wobei er nicht am Einzug Arsenals in den Champions-League-Final beteiligt war. Zu seinen ersten Champions-League-Einsätzen kam er gegen Dinamo Zagreb in der CL-Qualifikation der nächsten Saison. Diese gewann er mit Arsenal und kam somit zu weiteren Einsätzen in der Champions League.

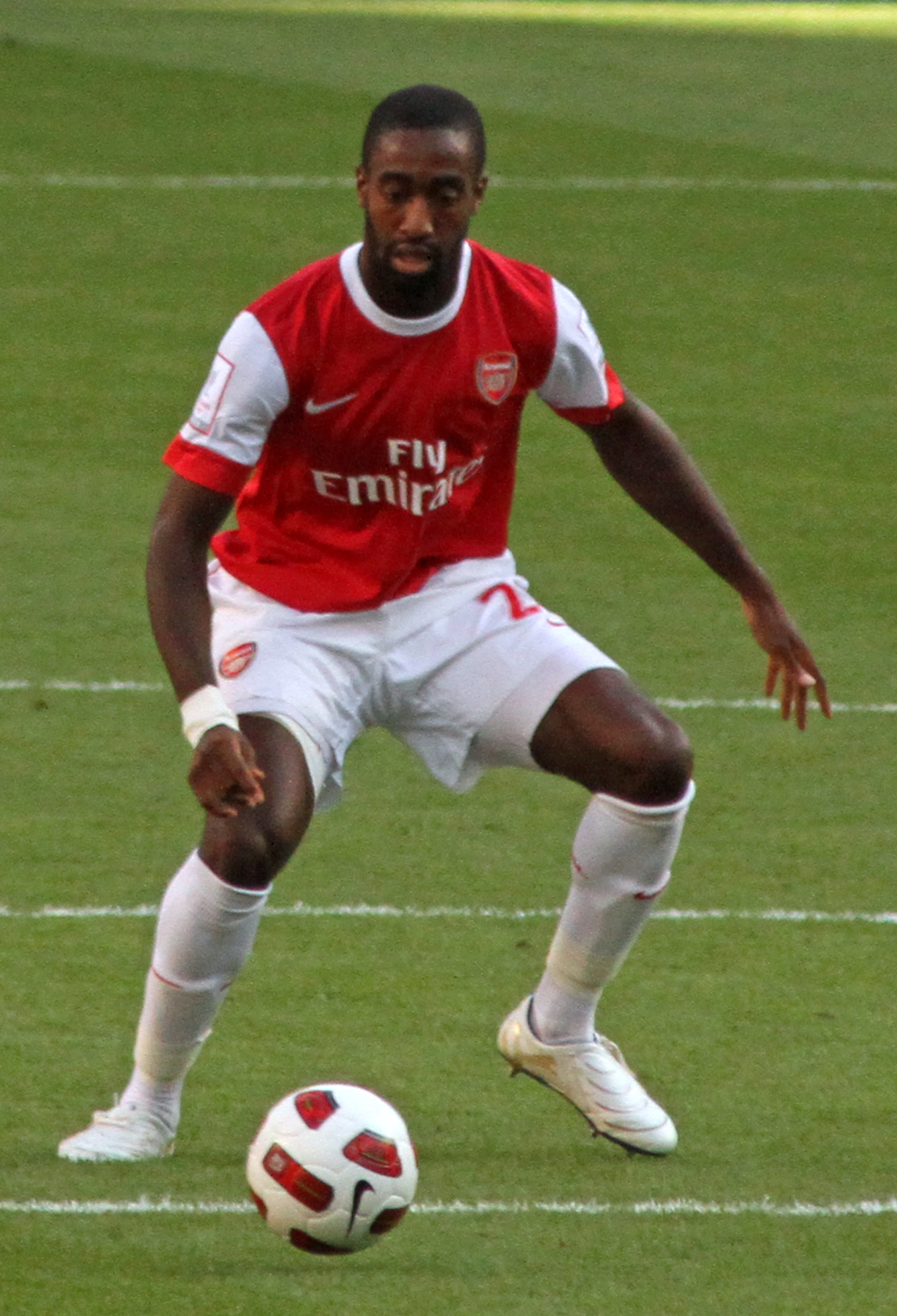
Johan Djourou im Trikot des FC Arsenal (2010)

Trotz diesen Einsätzen und 21 Ligaspielen gelang ihm der endgültige Durchbruch nicht. Deshalb wurde er für die Hinrunde der Saison 2007/08 an Birmingham City ausgeliehen. Beim Premier-League-Aufsteiger gehörte Djourou von Beginn an zur Stammelf. So bestritt er bis zu seiner Rückkehr zum FC Arsenal in der Winterpause 13 Spiele für Birmingham.
Nach seiner Rückkehr zu Arsenal kam er zu zwei Einsätzen in der Rückrunde. In der nächsten Saison gehörte er wieder regelmässig zum Aufgebot und kam wettbewerbsübergreifend zu insgesamt 29 Einsätzen. Er erlitt am 11. April 2009 im Spiel gegen Wigan Athletic eine Knieverletzung und unterzog sich im September 2009 einer Operation, die ihn zu einer achtmonatigen Pause zwang. Sein Comeback und zugleich sein einziges Spiel in der Saison 2009/10 bestritt er am 9. Mai 2010 beim Saisonfinal gegen den FC Fulham.
In der Saison 2010/11 wurde er nach und nach zum Stammspieler, auch bedingt durch die Verletzung von Thomas Vermaelen. Zusammen mit Laurent Koscielny bildete Djourou meist die Innenverteidigung und erzielte am 5. Februar 2011 gegen Newcastle United sein erstes Tor in der Premier League. Zudem erreichte er mit Arsenal den Ligacupfinal und verlor dort mit 1:2 gegen Birmingham City, seinen ehemaligen Verein. In der nächsten Saison spielte er 14-mal von Beginn an. Auch in der Champions-League-Gruppenphase kam er nur zu sporadischen Einsätzen und konnte sich keinen dauerhaften Platz in der Startelf sichern.

#### Wechsel in die Bundesliga
In der Winterpause 2012/13 wurde er an den Bundesligisten Hannover 96 bis zum Ende der Saison ausgeliehen. Beim Rückrundenauftakt stand Djourou beim Auswärtsspiel gegen den FC Schalke 04 in der Startelf und spielte bei der 4:5-Niederlage über die volle Distanz. Er absolvierte 14 von 17 möglichen Spielen.
Zur Saison 2013/14 wurde er an den Hamburger SV ausgeliehen. Der Verein sicherte sich zudem eine Kaufoption. Diese musste nach dem 20. Ligaeinsatz von Djourou genutzt werden.
In der Saison 2014/15 war Djourou Stammspieler und verpasste lediglich zwei Ligaspiele. Zur Saison 2015/16 übernahm er das Captain-Amt von Rafael van der Vaart, der zu Betis Sevilla wechselte. Djourou hatte bereits in der Vorsaison van der Vaart mehrmals vertreten. Beim Heimerfolg gegen den VfB Stuttgart am zweiten Spieltag der Saison 2015/16 erzielte Djourou seinen ersten Bundesligatreffer zum 3:2-Endstand in der 89. Minute. Im November 2016 ernannte Trainer Markus Gisdol Djourous Teamkollegen Gōtoku Sakai zum neuen Captain. Dafür kritisierte er Gisdol öffentlich in einem Interview mit der Aargauer Zeitung. In der Rückrunde verlor er zudem seinen Stammplatz an die Neuzugänge Kyriakos Papadopoulos und Mergim Mavraj, die fortan die etatmässige Innenverteidigung darstellten. Anfang Mai 2017 wurde Djourou gemeinsam mit Nabil Bahoui und Ashton Götz aus dem Kader der ersten Mannschaft gestrichen. Als Gründe führte Trainer Markus Gisdol an, das Trainingskader für die letzten drei Spieltage für das Erreichen des Klassenerhalts verkleinern zu wollen. Die Spieler erhielten das Angebot, fortan mit der zweiten Mannschaft oder einem Privattrainer zu trainieren. Djourou stieg daraufhin bis zum Saisonende in das Training der zweiten Mannschaft ein und verliess den Verein anschliessend mit Auslaufen seines Vertrages.

#### Über die Türkei nach Italien
In der Spielzeit 2017/18 spielte er beim türkischen Erstligisten Antalyaspor. Auf Grund ausbleibender Gehaltszahlungen löste Djourou seinen Vertrag bei den Türken nach einem Jahr wieder auf.
Zur Saison 2018/19 schloss sich Djourou dem italienischen Erstligisten SPAL Ferrara an. Nach nur fünf Spielen in seinem ersten Halbjahr bei den Italienern wurde der Vertrag im beiderseitigen Einvernehmen aufgelöst. Erst auf die Rückrunde 2020 fand er mit dem FC Sion einen neuen Arbeitgeber. Djourou unterschrieb einen Vertrag beim Super Leagueisten bis zum Saisonende 2019/20. Mitte März 2020 wurde er wegen der COVID-19-Pandemie bereits wieder entlassen. Ab dem 29. Mai 2020 spielte Djourou für Neuchâtel Xamax, bei dem er einen Vertrag bis Ende Saison 2019/2020 unterzeichnete.

## Nationalmannschaften

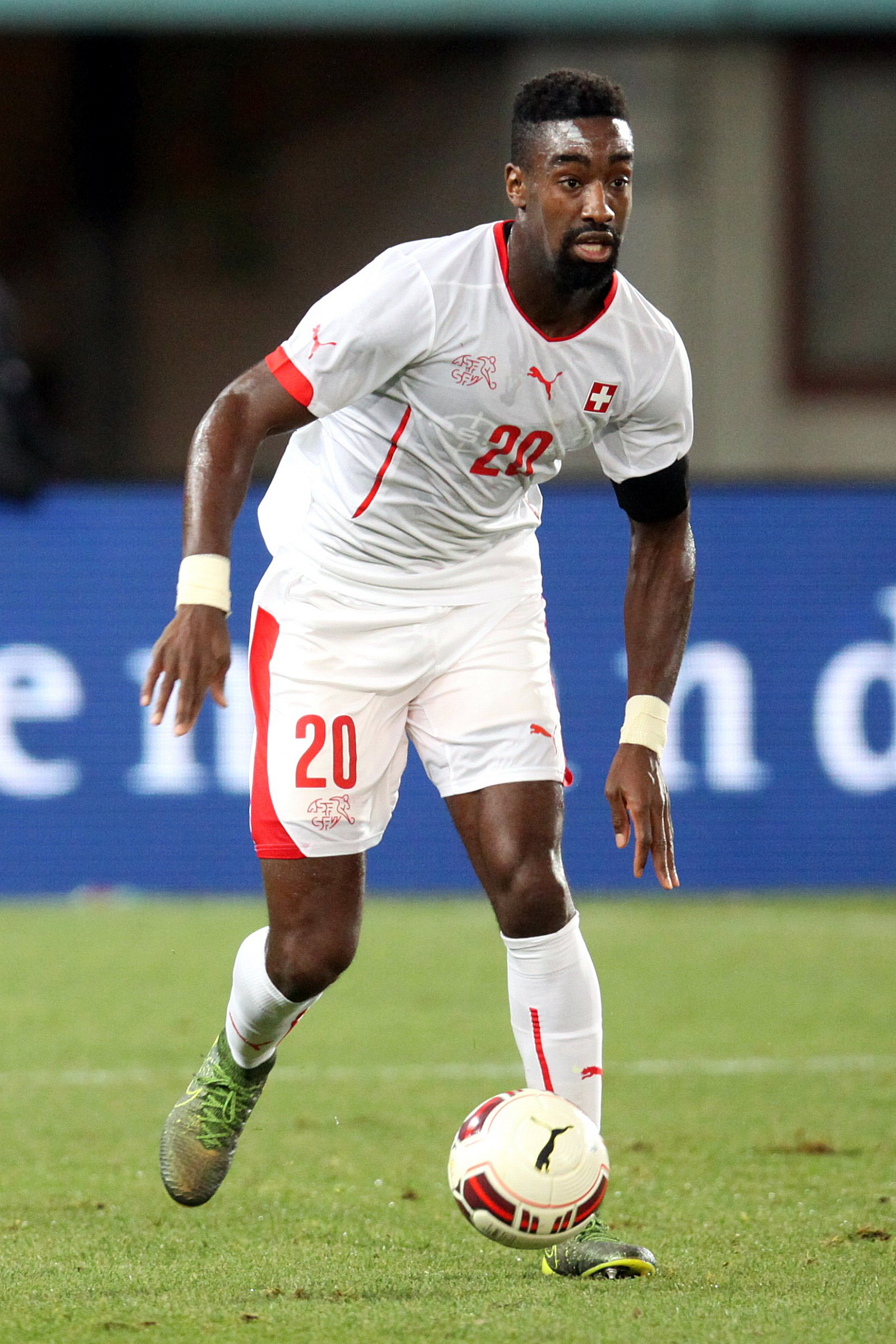
Johan Djourou für die Schweiz gegen Österreich (2015)

Djourou absolvierte insgesamt 27 Juniorenländerspiele von der U16 bis zur U21 für die Schweiz und schoss dabei zwei Tore.
Er erhielt für das Freundschaftsspiel gegen Schottland sein erstes Aufgebot für die A-Nationalmannschaft der Schweiz. Diesem folgte das erste Länderspiel, das er im Alter von 19 Jahren am 1. März 2006 in Glasgow bestritt. Er spielte dabei zeitweise mit seinem damaligen Teamgefährten vom FC Arsenal Philippe Senderos in der Schweizer Innenverteidigung.
Er gehörte zum Kader der Schweizer Nationalmannschaft bei der Fussball-Weltmeisterschaft 2006 in Deutschland und kam bei drei der vier Schweizer WM-Partien zum Einsatz. Im Rahmen der «Swiss Sports Awards» wurde er zum «Newcomer des Jahres» gewählt. Bei der Heim-EM 2008 stand er erneut im Nationalmannschaftsaufgebot der Schweiz. Nach der Knieverletzung im April 2009 beging er seine Rückkehr in die Nationalmannschaft am 17. November 2010 in einem Testspiel gegen die Ukraine. Für die Fussball-Europameisterschaft 2012 konnte sich die Schweiz nicht qualifizieren, nachdem die Mannschaft mit Djourou über weite Strecken der Qualifikation ein Fernduell mit Montenegro um den zweiten Platz, der zur Teilnahme an den Play-offs berechtigte, geliefert und im vorletzten Spiel mit 0:2 gegen Wales verloren hatte. Weil Montenegro wenige Stunden später ein 2:2 gegen Tabellenführer England erreichte, schied die Schweiz aus.
Djourou konnte sich dafür mit der Schweiz für die Fussball-Weltmeisterschaft 2014 qualifizieren, nachdem man in der Qualifikation den Gruppensieg errungen hatte. Am 13. Mai 2014 wurde Djourou von Ottmar Hitzfeld in das WM-Kader nominiert.
Bei der Fussball-Europameisterschaft 2016 in Frankreich wurde er in das Aufgebot der Schweiz aufgenommen. Er gehörte zur Stammelf und spielte in allen vier Partien des Teams bis zum Ausscheiden im Achtelfinal über die volle Spielzeit inklusive Verlängerung.
Bei der Weltmeisterschaft 2018 in Russland gehörte er zum Aufgebot der Schweiz. Er kam zu einem Einsatz und schied mit der Mannschaft im Achtelfinal aus.

## Funktionär
Im Sommer 2024 trat er im Schweizerischen Fussballverband das Amt des Sportlichen Koordinators der Schweizer Fussballnationalmannschaft der Frauen an.

## Persönliches
Johan Djourou ist das uneheliche Kind seines Vaters, der mit einer Schweizerin verheiratet war. Diese beschloss, Djourou zu adoptieren.